# Gobius xanthocephalus
Il ghiozzo testagialla (Gobius xanthocephalus Heymer & Zander, 1992) è un pesce di mare appartenente alla Famiglia Gobiidae.

## Distribuzione e habitat
A causa della sua recente scoperta il suo areale è poco noto. Sembra endemico del mar Mediterraneo. Nei mari italiani è comune.
Vive su fondi duri, rocciosi e nel coralligeno fino a 30 metri di profondità.

## Descrizione
È molto simile a Gobius bucchichi, a Gobius geniporus, a Gobius auratus e soprattutto a Gobius fallax, da cui non è sempre distinguibile.
I principali caratteri distintivi sono:
- muso e guance gialle
- strie longitudinali di punti e trattini rossicci simili a quelli di Gobius fallax ma più evidenti sulla testa
- spesso una macchia nera sotto la pinna pettorale.

Di solito non supera i 10 cm.

## Alimentazione, riproduzione
Ignote.

## Biologia
Molto schivo, schizza nella sua tana non appena sente un pericolo.

## Nota tassonomica
Confuso fino al 1992 con Gobius auratus (a cui somiglia ben poco) e con Gobius fallax.